# Nottensdorf
Nottensdorf es un municipio situado en el distrito de Stade, en el estado federado de Baja Sajonia (Alemania). Tiene una población estimada, a fines de 2021, de 1601 habitantes.
Forma parte de la mancomunidad de municipios (samtgemeinde) de Horneburg.
Está ubicado al norte del estado, muy cerca de la desembocadura del río Elba y de la ciudad de Hamburgo.